# Кючюкчекмедже (озеро)
41°00′20″ пн. ш. 28°44′49″ сх. д. / 41.0056° пн. ш. 28.7469° сх. д.
Кючюкчекмедже (тур. Küçükçekmece, від давнього Küçükçökmece — маленька западина) — озеро (лагуна) з солоною водою у фракійській частині Туреччини, на території провінції Стамбул. 
Розташована між районами Кючюкчекмедже, Есеньюрт і Авджилар. 
Озеро межує на півдні з державною дорогою D.100, а на півночі з автомагістраллю O-3 (Автошлях E80).
Сформувалося як бухта Мармурового моря. 
Потім озеро було відокремлено пересипом від моря. 
З'єднується з морем вузькою протокою 
Через протоку, що з'єднує озеро і бухту, османський інженер Сінан побудував міст Кючюкчекмедже.
В озеро впадає річка Сазлидере, в античний час відома як Батюніас (дав.-гр. Βαθύνιας, лат. Bathynias) 
. 
На річці побудовано греблю.
На захід розташоване озеро Бююкчекмедже
.
Через озеро Кючюкчекмедже пройде Стамбульський канал

На березі озера Кючюкчекмедже було розташоване античне грецьке місто Батонея (Батония, дав.-гр. Βαθονεία, лат. Bathonea), нині Кючюкчекмедже. 
При розкопках у Батонеї знайдено поселення вікінгів , яке датується періодом між IX та XI століттями 
.